# ハンス・シュタットルマイア
- ハンス・シュタットルマイヤー

ハンス・シュタットルマイア（Hans Stadlmair, 1929年5月3日 - 2019年2月13日）は、オーストリア出身の指揮者、作曲家。

## 経歴
1929年、オーバーエスターライヒ州リンツ＝ラント郡のノイホーフェン・アン・デア・クレムス生まれ。1946年から1952年までウィーン音楽院でクレメンス・クラウスとアルフレート・ウールに指揮法を学び、1956年にはヨハン・ネポムク・ダーフィトに作曲を学んだ。1955年から1995年までミュンヘン室内管弦楽団の首席指揮者を務めた。
作曲家としては、ヴィオラとオルガンのための教会ソナタや管弦楽曲《ミロ》などがある。
1989年にドイツ連邦共和国功労勲章を受勲。